# Lytta eucera
Lytta eucera is een keversoort uit de familie van oliekevers (Meloidae). De wetenschappelijke naam van de soort is voor het eerst geldig gepubliceerd in 1834 door Chevrolat.